# Municipalità distrettuale di Capricorn
La municipalità distrettuale di Capricorn (in inglese Capricorn District Municipality) è un distretto della provincia del Limpopo e il suo codice di distretto è DC35.
La sede amministrativa e legislativa è la città di Polokwane e il suo territorio si estende su una superficie di 16.970 km².

## Geografia fisica

### Confini
La municipalità distrettuale di Capricorn confina a nord con quella di Vhembe, a est con quella di Mopani, a sud con quella di Grande Sekhukhune e a ovest con quella di Waterberg.

### Suddivisione amministrativa
Il distretto è suddiviso in 5 municipalità locali:
- Aganang (LIM352)
- Blouberg (LIM351)
- Lepele-Nkumpi (LIM355)
- Molemole (LIM353)
- Polokwane (LIM354)